# Длинная рука закона 3
«Дли́нная рука́ зако́на 3» (англ. Long Arm of the Law Part 3, иер. трад. 省港旗兵第三集, кант.-рус.: Сан Кон кхэй пин тай сам чап) — гонконгский криминальный романтический боевик, снятый Майклом Маком по сценарию Джонни Мака и Стивена Сиу, с участием Энди Лау. Третья часть серии фильмов «Длинная рука закона».
По сюжету китайский солдат Лэй Чёнкон (Энди Лау) ошибочно приговорён к расстрелу за грабёж, из-за чего тот незаконно переправляется в Гонконг, где вынужден работать на триады, чтобы спасти свою возлюбленную Сён Мунь (Элизабет Лэй) от продажи проституткой. Вместе с тем офицер полиции Китая Моу Хёнъён (Элвис Чхёй), упустивший Чёнкона, приезжает в Гонконг с намерением отыскать беглеца и завершить правосудие.

## Сюжет
Честного китайского солдата Лэй Чёнкона ложно обвиняют в ограблении, совершённом его друзьями. Его арестовывает офицер полиции Моу Хёнъён. Поданную апелляцию суд отклоняет и приговаривает парня к смертной казни, но во время расстрела Чёнкон сбегает, несмотря на ранение. Беглец незаконно перебирается в Британский Гонконг и знакомится с двумя нелегальными иммигрантами, Сён Мунь и Куриным Сердцем, влюбляясь в первую, когда та лечит его рану во время обыска грузовика полицией на границе. По прибытии в Гонконг Сён Мунь попадает в проститутки из-за долгов, а Куриное Сердце и его младший брат вовлекаются в триаду под руководством брата Лёна в качестве рабочей силы. Чёнкон внезапно оказывается должен поставщику нелегалов Змееголову три тысячи гонконгских долларов, когда его дядя отказывается признавать племянника. Лён замечает боевые навыки Чёнкона, когда тот дерётся со Змееголовом и его людьми, и предлагает оплатить его долг и взять парня к себе на стройку.
Чёнкон узнаёт, что Сён Мунь стала проституткой, и просит его о помощи. Лён предлагает парню присоединиться к банде грабителей, возглавляемой Са Пхэйчёком, и сообщает местонахождения борделя, в котором его возлюбленная вынуждена работать, но при этом Лён сообщает хозяину заведения о прибытии Чёнкона. Вооруженный мачете, Чёнкон спасает девушку и отбивается от босса борделя и его приспешников, но, тем не менее, её всё равно увозят на машине. Лён сообщает Пхэйчёку о боевых навыках Чёнкона, поэтому главарь грабителей предлагает парню стать частью команды наряду с Куриным Сердцем, чей брат был убит, получив за него пулю. В это же время Моу Хёнъён отправляется в командировку в Гонконг с целью разыскать беглеца Чёнкона. Поначалу полиция Гонконга не позволяет китайскому коллеге вмешиваться во внутренние дела, но неохотно поручает инспектору Коту работать совместно с китайцем.
Чёнкон, Куриное Сердце и остальные члены банды Пхэйчёка грабят ювелирный магазин, где Чёнкон стреляет в офицера полиции, а Куриное Сердце вместе с менеджером оказывается запертым в сейфе. С помощью гранаты Куриное Сердце выходит наружу и вместе с Чёнконом убегает от полиции, а вскоре их подбирают сообщники. Впоследствии лидер банды отказывается освободить Сён Мунь, обвиняя Чёнкона в том, что тот подстрелил полицейского, и теперь необходимо искать новое убежище для него. Пхэйчёк также отказывается платить Куриному Сердцу, не получившему свою долю за три предыдущих ограбления. Подчинённый Лёна по прозвищу 966 на лодке переправляет Чёнкона и Куриное Сердце в их новое убежище, где уже находится Сён Мунь.
Чёнкон узнаёт о прибытии в Гонконг Моу Хёнъёна, намеренного его схватить, и изъявляет желание уйти из банды, вызывая гнев Пхэйчёка. Бандит поручает своим людям схватить Сён Мунь и увезти её, после чего парень соглашается работать на них ещё один год в обмен на возможность видеться со своей девушкой. Позже Хёнъён отвозит Лёна в полицейский участок, где избивает и шантажирует его с целью узнать местонахождение Чёнкона, поэтому Лён и Пхэйчёк уговаривают Чёнкона убить Хёнъёна и дают ему пистолет, находясь при этом в ночном клубе, куда прибывает китайский полицейский. Между ними возникает перестрелка, переходящая в драку, в результате которой Чёнкон одерживает верх, но в конце концов отпускает Хёнъёна. В ярости Пхэйчёк угрожает продать Сён Мунь, из-за чего возникает драка, но Лён даёт телефон Чёнкону поговорить со своей девушкой, таким образом держа его на крючке. В то же время и Лён и Пхэйчёк насилуют пленённую Сён Мунь.
Во время следующего налёта на бронированный грузовик завязывается ожесточённая перестрелка с охранниками, в ходе которой Пхэйчёк сбегает, а Чёнкон и Куриное Сердце узнают, что им дали холостые патроны, поэтому они заставляют 966 отвезти их туда, где содержат Сён Мунь. Прибыв на место, Чёнкон стреляет в Лёна из автомата и выбивает Пхэйчёка в окно, прежде чем сбежать со своей девушкой до приезда полиции. Куриное Сердце умирает по пути к пристани, откуда впоследствии уплывают Чёнкон и Сён Мунь. Тем не менее, осознав, что девушка может умереть от полученных огнестрельных ранений, Чёнкон возвращает её на берег, где их поджидает Хёнъён. Несмотря на своё задание, китайский полицейский позволяет им уйти, чтобы спасти девушку. Позже Хёнъён навещает их в больнице, а Чёнкон говорит ему, что когда законы в Китае изменятся, он вернётся на родину. Наконец Чёнкон и Сён Мунь начинают новую жизнь в Панаме.

## В ролях
| Актёр          | Роль                                    |
| -------------- | --------------------------------------- |
| Энди Лау       | Лэй Чёнкон                              |
| Элизабет Лэй   | Сён Мунь                                |
| Макс Мок       | Куриное Сердце                          |
| Элвис Чхёй     | Моу Хёнъён                              |
| Кирк Вон       | брат Лён                                |
| Стивен Чань    | Са Пхэйчёк                              |
| Кань Сэкмин    | инспектор Кот                           |
| Кен Бойл       | старший офицер полиции                  |
| Джон Ладальски | полицейский, клиент ювелирного магазина |

## Кассовые сборы
Фильм собрал 12 200 661 гонконгский доллар в домашнем кинопрокате за 21 день показов в период с 12 января по 1 февраля 1989 года. На Тайване, по завершении проката на 166 экранах островной территории, длившегося с 28 января по 10 марта 1989 года, общая сумма сборов составила 11 536 210 тайваньских долларов при общей зрительской аудитории в 157 322 человека.